# 莫贺设
莫贺设（拉丁轉寫：baγa šad）是在七世纪早期西突厥汗国屬部可薩人的葉護和將軍。他与西突厥可汗统叶护有密切关系，他兒子步利设也是可萨汗国的王子。
他是统叶护的使者出现在唐朝之后没他消息。